# Pitkin megye
Pitkin megye az Amerikai Egyesült Államokban, azon belül Colorado államban található. Megyeszékhelye és legnagyobb városa Aspen. Lakosainak száma 17 358 fő (2020. április 1.). Pitkin megye Eagle, Gunnison, Lake, Chaffee, Garfield és Mesa megyékkel határos.

## Népesség
A megye népességének változása:
| Lakosok száma | 17 151 | 17 112 | 17 217 | 17 379 | 17 787 | 17 358 |
|               | 2010   | 2011   | 2012   | 2013   | 2015   | 2020   |